# اریک یکم، پادشاه دانمارک
اریک یکم (دانمارکی: Erik Ejegod؛ ح. ۱۰۶۰ – ۱۰ ژوئیه ۱۱۰۳ (۴۲−۴۳ سال)) یک پادشاه دانمارک بود.